# Heidi Furre
Heidi Furre (* 6. listopadu 1986) je norská spisovatelka a fotografka. Debutovala v roce 2013 románem Parissyndromet a později vydala Ungdomsskulen (2016). Furre píše v Nynorsku. Kromě psaní pracuje také jako fotografka. Furre původně pochází ze Stordu a žije v Oslu.